# Javi Hervás
Javier Hervás Salmoral (Córdoba, 9 de junio de 1989), conocido como Javi Hervás, es un futbolista español que juega de centrocampista en el C. D. Ciudad de Lucena de la Tercera Federación.

## Trayectoria
Empezó a formarse en el Montilla C. F., después pasó por el Córdoba C. F. Explotó en este equipo dirigido por Paco Jémez de la temporada 2011-12, hasta el punto de fichar en el mercado invernal por el Sevilla F. C. por cinco años, convirtiéndose en el traspaso más caro de la historia blanquiverde con 1,2 millones de euros. En Nervión le blindaron con una cláusula de 25 millones de euros, pero no llegó a cuajar.[cita requerida]
En la temporada 2013-14 jugó cedido en el Hércules C. F. de la Segunda División de España, y en la temporada 2014-15 jugó también como cedido en el C. E. Sabadell F. C. por una temporada. En la temporada 2015-16 rescindió contrato y fichó por el Brisbane Roar F. C. de la A-League. Más tarde, el Brisbane Roar decidió no ofrecerle la renovación, por lo que en calidad de agente libre se unió a las filas del F. K. Željezničar.
Tras el fallido paso por Bosnia, en julio de 2016 firmó un contrato con el Club Deportivo Mirandés, con una duración de dos años. Sin embargo, tras el primero de ellos llegó a un acuerdo para su desvinculación. En octubre de 2017 fichó por el Mérida A. D. que militaba en la Segunda División B.
En 2018 se marchó a Finlandia, país en el que jugó en la Veikkausliiga para el F. C. Honka y el F. C. Lahti. Regresó a España a inicios de 2022 y se unió al Villarrubia C. F., con el que disputó once encuentros en el tramo final de temporada, antes de fichar por el C. D. Ciudad de Lucena el siguiente mes de septiembre.

## Clubes
| Club                   | País                 | Año       |
| ---------------------- | -------------------- | --------- |
| Montilla C. F.         | España               | 2008-2009 |
| Córdoba C. F. "B"      | España               | 2009-2011 |
| Córdoba C. F.          | España               | 2011-2012 |
| Sevilla F. C.          | España               | 2012-2013 |
| Hércules C. F.         | España               | 2013-2014 |
| C. E. Sabadell F. C.   | España               | 2014-2015 |
| Brisbane Roar F. C.    | Australia            | 2015-2016 |
| F. K. Željezničar      | Bosnia y Herzegovina | 2016      |
| C. D. Mirandés         | España               | 2016-2017 |
| Mérida A. D.           | España               | 2017-2018 |
| F. C. Honka            | Finlandia            | 2018-2020 |
| F. C. Lahti            | Finlandia            | 2021      |
| Villarrubia C. F.      | España               | 2022      |
| C. D. Ciudad de Lucena | España               | 2022-     |